# Таманський сільський округ
Тама́нський сільський округ (каз. Таманск ауылдық округі, рос. Таманский сельский округ) — адміністративна одиниця у складі району Магжана Жумабаєва Північноказахстанської області Казахстану. Адміністративний центр — село Таманське.
Населення — 846 осіб (2021; 1376 у 2009, 2049 у 1999, 2980 у 1989).
Станом на 1989 рік існували Майбалицька сільська рада (село Майбалик), Сейфуллінська сільська рада (села Літовка, Сейфулліно) та Таманська сільська рада (села Пулеметовка, Таманське) колишнього Возвишенського району. Село Літовка було ліквідоване. 2013 року до складу округу увійшла територія ліквідованого Майбалицького сільського округу. Село Сейфолла було ліквідовано 2024 року.

## Склад
До складу округу входять такі населені пункти:
| Населений пункт   | Старі назви | Населення, осіб (1989) | Населення, осіб (1999) | Населення, осіб (2009) | Населення, осіб (2021) |
| ----------------- | ----------- | ---------------------- | ---------------------- | ---------------------- | ---------------------- |
| Літовка, село     | -           | 200                    | 85                     | -                      | -                      |
| Майбалик, село    | -           | 1007                   | 599                    | 411                    | 235                    |
| Пулеметовка, село | -           | 242                    | 212                    | 190                    | 133                    |
| Сейфолла, село    | Сейфулліно  | 621                    | 511                    | 183                    | 16                     |
| Таманське, село   | -           | 910                    | 727                    | 592                    | 462                    |